# Lijst van voetbalinterlands Azerbeidzjan - Zwitserland (vrouwen)
Deze lijst van voetbalinterlands is een overzicht van alle officiële voetbalinterlands tussen de nationale vrouwenteams van Azerbeidzjan en Zwitserland. De landen hebben tot nu toe twee keer tegen elkaar gespeeld.

## Wedstrijden
| № | Plaats   | Datum        | Competitie           | Wedstrijd                  | Uitslag |
| - | -------- | ------------ | -------------------- | -------------------------- | ------- |
| 1 | Bakoe    | 9 april 2024 | EK 2025 kwalificatie | Azerbeidzjan − Zwitserland | 0 − 4   |
| 2 | Lausanne | 16 juli 2024 | EK 2025 kwalificatie | Zwitserland − Azerbeidzjan | 3 − 0   |

## Samenvatting
| Competitie      | Totaal gespeeld | Winst Azerbeidzjan | Gelijk | Winst Zwitserland | Doelsaldo Azerbeidzjan – Zwitserland |
| --------------- | --------------- | ------------------ | ------ | ----------------- | ------------------------------------ |
| EK-kwalificatie | 2               | 0                  | 0      | 2                 | 0 − 7                                |
| Totaal          | 2               | 0                  | 0      | 2                 | 0 − 7                                |